# Drew Fata
Drew Richard Fata (* 28. Juli 1983 in Sault Ste. Marie, Ontario) ist ein ehemaliger italo-kanadischer Eishockeyspieler, der im Verlauf seiner aktiven Karriere zwischen 2000 und 2014 unter anderem annähernd 340 Spiele in der American Hockey League (AHL) auf der Position des Verteidigers bestritten hat. Darüber hinaus absolvierte Fata neun Partien für die New York Islanders in der National Hockey League (NHL). Sein älterer Bruder Rico war ebenfalls professioneller Eishockeyspieler.

## Karriere
Drew Fata begann seine Karriere als Eishockeyspieler in der kanadischen Juniorenliga Ontario Hockey League (OHL), in der er von 2000 bis 2003 für die Toronto St. Michael’s Majors und die Kingston Frontenacs aktiv war. Während dieses Zeitraums wurde er im NHL Entry Draft 2001 in der dritten Runde als insgesamt 86. Spieler von den Pittsburgh Penguins aus der National Hockey League (NHL) ausgewählt, für die er allerdings nie spielte.
Stattdessen lief der Verteidiger von 2003 bis 2006 für deren Farmteams, die Wilkes-Barre/Scranton Penguins aus der American Hockey League (AHL) und Wheeling Nailers aus der ECHL auf. Am 21. Dezember 2006 erhielt der Linksschütze als Free Agent einen Vertrag bei den New York Islanders. Für diese gab er in der Saison 2006/07 sein Debüt in der NHL, wobei er in vier Spielen ein Tor erzielte. In der folgenden Spielzeit gab der Kanadier in fünf NHL-Spielen eine Torvorlage für die Islanders. Während seiner Zeit im Franchise der Islanders spielte er allerdings hauptsächlich für deren AHL-Farmteam Bridgeport Sound Tigers. In der Spielzeit 2008/09 stand Fata für die AHL-Klubs San Antonio Rampage und Binghamton Senators auf dem Eis. Danach erhielt er am 7. Juli 2009 einen Einjahresvertrag als Free Agent bei den Boston Bruins, kam aber ausschließlich bei den Providence Bruins zum Einsatz. Zudem erlitt er eine Ellbogenverletzung, so dass er nur auf 27 Einsätze in der AHL kam.
Nach der Spielzeit 2009/10 erhielt Fata keinen neuen Vertrag und war zunächst arbeitslos. Erst im Oktober 2010 erhielt er einen Probevertrag bei den Wilkes-Barre/Scranton Penguins, kam aber nur in einer Partie zum Einsatz und wurde Ende Oktober wieder freigestellt. Am 1. November 2010 erhielt er einen Vertrag beim norwegischen Erstligisten Sparta Warriors, mit denen er zum Saisonende 2010/11 die norwegische Meisterschaft gewann. Im Sommer 2011 wechselte der Italo-Kanadier in seine zweite Heimat Italien, wo er beim amtierenden Meister Asiago Hockey unterschrieb. Im Sommer 2012 wurde Fata für zwei Spielzeiten von den Sheffield Steelers aus der britischen Elite Ice Hockey League (EIHL) verpflichtet. Im Sommer 2014 beendete der 31-Jährige seine aktive Karriere, nachdem er mit den Steelers am Ende der Saison 2013/14 die Playoffs der EIHL gewonnen hatte.

## Erfolge und Auszeichnungen
- 2001 OHL Second All-Rookie-Team
- 2011 Norwegischer Meister mit den Sparta Warriors
- 2013 EIHL Second All-Star Team
- 2014 EIHL-Playoff-Gewinn mit den Sheffield Steelers

## Karrierestatistik
(Legende zur Spielerstatistik: Sp oder GP = absolvierte Spiele; T oder G = erzielte Tore; V oder A = erzielte Assists; Pkt oder Pts = erzielte Scorerpunkte; SM oder PIM = erhaltene Strafminuten; +/− = Plus/Minus-Bilanz; PP = erzielte Überzahltore; SH = erzielte Unterzahltore; GW = erzielte Siegtore; 1 Play-downs/Relegation; Kursiv: Statistik nicht vollständig)